# Olga Odanović
Olga Odanović Petrović (* 29. August 1958 in Celje) ist eine serbische Theater- und Filmschauspielerin. 
Sie absolvierte ein Schauspielstudium in Belgrad, das sie 1985 in der Klasse von Milenko Maricić abschloss. Danach war sie ab 1986 am Kinder- und Jugendtheater Bosko Buha engagiert. Seit 2006 ist sie am Nationaltheater Belgrad engagiert.
Olga Odanović ist mit dem Schauspieler Dragan Petrović verheiratet.

## Filmografie
- 2007: Klopka – Die Falle (Klopka)